# Nags Head
Nags Head – miasto w hrabstwie Dare, w stanie Karolina Północna, w Stanach Zjednoczonych, położona nad Oceanem Atlantyckim, na mierzei Bodie Island. W 2008 roku Nags Head liczyło 3016 mieszkańców.